# برقایل
برقایل (به عربی: برقايل) یک منطقهٔ مسکونی در لبنان است که در شهرستان عکار واقع شده‌است.